# Dieter Goal
Dieter Goal (* 20. Juli 1938 in Heidenheim an der Brenz; † 20. Februar 2013 in Stuttgart) war ein deutscher Jazzmusiker (Tenorsaxophon, Mundharmonika).
Goal gehörte zum Collegium Barbarorum und zum Ulmer Jazz-Quintett, mit dem er zwei Schallplatten veröffentlichte. Als Spieler der chromatischen Mundharmonika war er im süddeutschen Raum weithin bekannt; als Solist ist er auch auf mehreren Tonträgern zu hören, etwa bei Häns’che Weiss. Er lebte zuletzt in Bargau.

## Diskographische Hinweise
- Dieter Goal featuring The Monty Alexander Trio (Corona Music Jazz 1983, mit John Clayton, Peter Ypma)
- Jeanette McLeod The Voice of Swing (Satin Doll 1991, mit Frieder Berlin, Peter Reiter, Ernst Hutter, Karo Höfler, Reiner Oliva)
- Klaus Wagenleiter, Thomas Stabenow, Harald Rüschenbaum Trio Concepts (feat. Dieter Goal) (yvp music 2006)